# Elhaida Dani (EP)
Elhaida Dani är titeln på den albanska sångerskan Elhaida Danis debut-EP. Den släpptes i juli 2013 efter att Dani segrat i The Voice of Italy samma vår. På EP:n finns bland annat Danis första singel på italienska, "Baciami e basta".
| Nr | Titel                                              | Kompositör                                            | Längd |
| -- | -------------------------------------------------- | ----------------------------------------------------- | ----- |
| 1. | Baciami e basta                                    | April Bender, Peter Thomas Walsh, Francesco Silvestre | 3:26  |
| 2. | When Love Calls Your Name                          |                                                       | 3:41  |
| 3. | In The Sky For a While                             |                                                       |       |
| 4. | Mamma Knows Best (Live, ursprungligen av Jessie J) | Jessica Cornish, Ashton Thomas                        | 3:16  |
| 5. | Adagio (Live, ursprungligen av Lara Fabian)        |                                                       | 4:15  |
| 6. | Nessun Dolore                                      |                                                       |       |
| 7. | When Love Calls Your Name (Live)                   |                                                       | 3:41  |